# فریتز گربه (فیلم)
فریتز گربه ساخته سال ۱۹۷۲ محصولی در قالب پویا نمایی است که به عنوان نخستین فعالیت جدی رالف بکشی در عرصه کارتون نوشته و کارگردانی شده‌است. این فیلم بر گرفته شده از کتابی با همین نام است که توسط رابرت کرامب نوشته شده‌است. این فیلم نخستین فیلم کارتونی با برچسب مخصوص بزرگسالان در تاریخ فیلمسازی ایالات متحده آمریکا است. کانون توجه فیلم بر روی گربه‌ای انسان نماست که شخصیت اسکیپ هینانت او را فریتز صدا می‌کند. اتفاقات فیلم در شهر نیو یورک است و زمان دهه ۱۹۶۰ را به صحنه کشیده‌است. فریتز در خلال فیلم همواره دنبال یک زندگی مملو از خوشی و شادی است، او بی درنگ در پی افزایش آگاهی‌ها سیاسی و اجتماعیهای خود می‌باشد. اشاره فیلم بیشتر بر روی بازی‌های سیاسی مثل چپی و راستی بودن، پارتی بازی‌های قومی و نژادی، دوران دانشجویی و روزگار سرد و بی‌احساس می‌باشد. درآمد افزون بر ۱۰۰ میلیون دلار در کل دنیا، این فیلم کارتونی را در زمره موفقترین پویانمایی‌های مستقل قرار داد.
رالف بکشی دانش‌آموخته دبیرستان آرت اند دیزاین است، وی پیش از آنکه استودیویی مستقل برای خود داشته باشد به مدت ۱۰ سال برای استودیوی تریتون کارتون‌های کوتاه می‌ساخت. در آغاز بکشی علاقه زیادی به کارتون‌های خود نداشت و مایل بود اثری ویژه و مخصوص به فکر خودش را به پرده نمایش بکشد، برای دستیابی به این هدف بکشی فکر ساخت کارتون هوی ترافیک یا راهبندان طولانی به ذهنش خطور کرد، کارتون راهبندان طولانی، داستان یک زندگی خیابانی را نقل می‌کند. با وجود اینکه استیو کرانتز، تهیه‌کننده کارتون راه بندان طولانی، عدم تمایل استودیو را در خصوص تولید این کارتون به بکشی گوشزد کرده بود اما بکشی به تولید این کارتون مبادرت نمود.
روزی بکشی در حال کندوکاو در لا به لای کتابهای یک مغازه کتاب فروشی بود که با یک نسخه از آثار رابرت کرامب به نام فریتز گربه مواجه شد، بکشی بی درنگ ساختن یک فیلم بر اساس این کتاب را به استیو کرانتز پیشنهاد داد.